# إلمو لانغلي
إلمو لانغلي (بالإنجليزية: Elmo Langley) هو مالك فريق ناسكار ‏ أمريكي، ولد في 21 أغسطس 1928 في لاندوفر في الولايات المتحدة، وتوفي في 21 نوفمبر 1996 في سوزوكا في اليابان بسبب نوبة قلبية.

## وصلات خارجية
- إلمو لانغلي على موقع Racing-Reference.info (الإنجليزية)